# Schramberg
Schramberg é uma cidade da Alemanha, no distrito de Rottweil, na região administrativa de Freiburg , estado de Baden-Württemberg.
A partir de 1 de maio de 2006, Schramberg passou a incorporar o município de Tennenbronn, atualmente uma vila de Schramberg.

## Schrambergos ilustres
- Bernhard Heine (1800–1846), Médico
- Erhard Junghans d. J. (1849), Kommerzienrat,
- Arthur Junghans (1852), Geheimer Kommerzienrat
- Josef Andre (1879–1950), político (ZENTRUM, CDU), MdR, MdL (Württemberg, Württemberg-Baden),
- Otto Ernst Schweizer (1890–1965), arquiteto
- Georg Knöpfle (1904–1987), Futebolista.
- Vinzenz Erath (1906–1976), escritor
- Martin Herzog (* 1936), político
- Dizzy Krisch (* 1954), músico de Jazz
- Martin Weppler (* 1958), esportista
- Martina Pfaff (* 1963), artista
- Susanne Andreae (* 1963), escritor
- Uta-Maria Heim (* 1963), escritor e artista
- Christophe Neff (* 1964), geógrafo e blogger
- Gitta Saxx  (* 1965) , german Playmate of the century
- Kerstin Andreae (* 1968), político
- Daniel Roth (* 1969), artista
- Myriam Krüger (* 1989), Jogadora de futebol feminino  (SC Freiburg).